# Domovina (spolek)
Domovina („spolek pro záchranu hynoucích žen a dívek“) byl český spolek, který se zaměřil na záchranu dívek a mladých žen, jež propadly v Praze prostituci.
Spolek existoval v letech 1886–1911. Byl založen z iniciativy členů Svobodné církve reformované a ideově navazoval na Jeruzalém Jana Milíče z Kroměříže. Se spolkem spolupracovala i Charlotta Masaryková.

## Citát
| „                                       | Spolek Domovina se utvořil v Praze za tím účelem, by dívkám a ženám mravně kleslým, když by se k lepšímu životu navrátiti chtěly, byla dána možnost k dosažení tohoto jejich cíle. Za tou příčinou poskytuje spolek dívkám i ženám, které jeho pomoci hledají, ochranného útulku, úplného tělesného zaopatření, podmínek polepšení a hledí zvláště k tomu, by svěřenkám svým dal pevného zaměstnání, které by jich čestně a samostatně vyživiti mohlo. | “ |
| — Z provolání spolku Domovina z r. 1888 | |   |